# Pražské poštovské noviny
Pražské poštovské noviny, Schönfeldské c.k. pražské noviny či Pražské české noviny, plným původním jménem Sobotní (Outerní) pražské noviny z rozličných zemí a krajin přicházející s obzvláštním jeho císařské a královské Milosti nadáním obdarované, také Český postilión byly první česky psané pravidelně vycházející noviny. Zakladatelem a prvním vydavatelem novin byl Karel František Rosenmüller (1678–1728), po jeho smrti převzal vydávání jeho syn a později jeho manželka.
Noviny poprvé vyšly 4. února 1719, zanikly v roce 1772. Opět začaly vycházet v lednu 1782 a brzy poté je převzal knihtiskař Jan Ferdinand Schönfeld. Redaktorem se stal Václav Matěj Kramerius, který je řídil do roku 1789, kdy založil vlastní Krameriovy c. k. vlastenecké noviny. Noviny byly naplněny převážně zprávami převzatými z rakouského tisku.

## Historie
Po smrti dědičky Rosenmüllerových Pražských českých novin koupil tyto noviny vydavatel a genealog Jan Ferdinand rytíř ze Schönfeldu a přejmenoval je na Schönfeldské c. k. pražské noviny, které vycházely dvakrát týdně, zpravidla v úterý a v pátek, v rozsahu 6 stran. V roce 1786 se jejich redaktorem stal Václav Matěj Kramerius a snažil se je pozvednout na evropskou úroveň, jelikož byly ve velmi špatném stavu. To se mu částečně povedlo, ale zanedlouho odešel založit vlastní list. Po jeho odchodu nastoupil Václav Thám, ale jako redaktor se příliš neosvědčil, protože měl problémy s alkoholem a řadu článků opisoval z Krameriových c. k. vlasteneckých novin. Proto byl také v roce 1790 propuštěn a na jeho místě se vystřídala řada redaktorů, mezi jinými i Josef Jakub Tandler, Klinger a Procházka, ale úroveň novin opět upadala.
V roce 1818 nastoupil redaktor, profesor a básník Josef Linda a díky němu se konečně úroveň novin zvedla. Ale doba tisku nepřála, panovala tvrdá cenzura a zahraniční zprávy bylo možné přejímat pouze z Wiener Zeitung a Der Oesterreichische Beobachter. Po roce Linda odešel a noviny zanikly.